# Vyšný Kubín
Vyšný Kubín es un municipio del distrito de Dolný Kubín en la región de Žilina, Eslovaquia, con una población estimada a principio del año 2024 de 853 habitantes.
Se encuentra ubicado en el centro de la región, cerca del curso alto del río Váh (cuenca hidrográfica del Danubio) y de la frontera con la República Checa y Polonia.

## Demografía
| Año        | 1994 | 2004     | 2014     | 2024     |
| ---------- | ---- | -------- | -------- | -------- |
| Población  | 503  | 561      | 722      | 853      |
| Diferencia |      | +11,53 % | +28,69 % | +18,14 % |

| Año        | 2023 | 2024    |
| ---------- | ---- | ------- |
| Población  | 817  | 853     |
| Diferencia |      | +4,40 % |